# Lynn Jennings
Lynn Alice Jennings (Princeton, 1º luglio 1960) è un'ex mezzofondista statunitense.
È stata la prima donna americana ad aver vinto una medaglia olimpica in una gara di corsa su lunga distanza con il suo bronzo nei 10000 metri piani ai Giochi olimpici di Barcellona 1992 con il tempo di 31'19"89, che le valse il record nazionale, rimasto imbattuto per un decennio.

## Progressione

### 3000 metri piani
| Stagione | Tempo   | Luogo             | Data      | Rank. Mond. |
| -------- | ------- | ----------------- | --------- | ----------- |
| 1997     | 9'13"12 | Eugene            | 25-5-1997 |             |
| 1996     | 8'43"72 | Eugene            | 26-5-1996 |             |
| 1995     | 9'08"72 | Losanna           | 5-7-1995  |             |
| 1994     | 8'59"20 | San Jose          | 28-5-1994 |             |
| 1992     | 8'44"60 | Nizza             | 15-7-1992 |             |
| 1991     | 9'27"94 | New York          | 20-7-1991 |             |
| 1990     | 8'46"08 | Villeneuve-d'Ascq | 28-6-1990 |             |
| 1988     | 8'48"19 | Bruxelles         | 19-8-1988 |             |
| 1987     | 8'58"74 | Eugene            | 6-6-1987  |             |
| 1985     | 8'49"86 | Londra            | 20-7-1985 |             |

### 10000 metri piani
| Stagione | Tempo    | Luogo        | Data      | Rank. Mond. |
| -------- | -------- | ------------ | --------- | ----------- |
| 1999     | 32'59"05 | Eugene       | 26-6-1999 |             |
| 1998     | 34'09"86 | New Orleans  | 19-6-1998 |             |
| 1997     | 32'26"41 | Indianapolis | 13-6-1997 |             |
| 1995     | 31'57"19 | Sacramento   | 16-6-1995 |             |
| 1993     | 31'30"53 | Stoccarda    | 21-8-1993 |             |
| 1992     | 31'19"89 | Barcellona   | 7-8-1992  |             |
| 1991     | 31'54"44 | Tokyo        | 30-8-1991 |             |
| 1988     | 31'39"93 | Seul         | 30-9-1988 |             |
| 1987     | 31'45"43 | Roma         | 4-9-1987  |             |
| 1985     | 32'03"37 | Oslo         | 27-7-1985 |             |

## Palmarès
| Anno | Manifestazione    | Sede          | Evento         | Risultato | Prestazione | Note |
| ---- | ----------------- | ------------- | -------------- | --------- | ----------- | ---- |
| 1986 | Mondiali di cross | Neuchâtel     | Corsa seniores | Argento   | 15'07"8     |      |
| 1986 | Mondiali di cross | Neuchâtel     | A squadre      | 4ª        | 82 p.       |      |
| 1987 | Mondiali di cross | Varsavia      | Corsa seniores | 4ª        | 16'55"      |      |
| 1987 | Mondiali di cross | Varsavia      | A squadre      | Oro       | 46 p.       |      |
| 1987 | Mondiali          | Roma          | 10000 m piani  | 6ª        | 31'45"43    |      |
| 1988 | Mondiali di cross | Auckland      | Corsa seniores | 4ª        | 19'38"      |      |
| 1988 | Mondiali di cross | Auckland      | A squadre      | 4ª        | 88 p.       |      |
| 1988 | Giochi olimpici   | Seul          | 10000 m piani  | 6ª        | 31'39"93    |      |
| 1989 | Mondiali di cross | Stavanger     | Corsa seniores | 6ª        | 22'59"      |      |
| 1989 | Mondiali di cross | Stavanger     | A squadre      | Bronzo    | 68 p.       |      |
| 1990 | Mondiali di cross | Aix-les-Bains | Corsa seniores | Oro       | 19'21"      |      |
| 1990 | Mondiali di cross | Aix-les-Bains | A squadre      | 5ª        | 112 p.      |      |
| 1991 | Mondiali di cross | Anversa       | Corsa seniores | Oro       | 20'24"      |      |
| 1991 | Mondiali di cross | Anversa       | A squadre      | 4ª        | 77 p.       |      |
| 1991 | Mondiali          | Tokyo         | 10000 m piani  | 5ª        | 31'54"44    |      |
| 1992 | Mondiali di cross | Boston        | Corsa seniores | Oro       | 21'16"      |      |
| 1992 | Mondiali di cross | Boston        | A squadre      | Argento   | 77 p.       |      |
| 1992 | Giochi olimpici   | Barcellona    | 10000 m piani  | Bronzo    | 31'19"89    |      |
| 1993 | Mondiali indoor   | Toronto       | 3000 m piani   | Bronzo    | 9'03"78     |      |
| 1993 | Mondiali          | Stoccarda     | 10000 m piani  | 5ª        | 31'30"53    |      |
| 1995 | Mondiali indoor   | Barcellona    | 3000 m piani   | Argento   | 8'55"23     |      |
| 1995 | Mondiali          | Göteborg      | 10000 m piani  | 12ª       | 32'12"82    |      |
| 1996 | Giochi olimpici   | Atlanta       | 5000 m piani   | 9ª        | 15'17"50    |      |

## Campionati nazionali
- 2 volte campionessa nazionale dei 3000 m piani (1988, 1990)
- 1 volta campionessa nazionale dei 5000 m piani (1996)
- 10 volte campionessa nazionale dei 10000 m piani

## Altre competizioni internazionali
1986
- Oro alla Cinque Mulini ( San Vittore Olona)

1987
- Oro alla Cinque Mulini ( San Vittore Olona)